# Rafael María Aguirre
Rafael María Aguirre (Mendoza, 17 de junio de 1861 - Buenos Aires, 16 de febrero de 1931) fue un militar argentino que ejerció como ministro de Guerra de su país durante la presidencia de José Figueroa Alcorta.

## Biografía
Egresó del Colegio Militar de la Nación en 1881, como oficial del Arma de Artillería. Cumplió diversos destinos militares, y fue profesor en el mismo Colegio Militar. Durante la Revolución del Parque de 1890 combatió en defensa del gobierno y recibió cuatro heridas de combate; fue ascendido al grado de Mayor por méritos de guerra.
Tras cumplir distintos destinos, ascendió al grado de coronel en 1901. Realizó un viaje de estudio para analizar la organización militar en Francia, Orán y Argel.
En 1904 fue jefe del gabinete militar del presidente Manuel Quintana, y ascendido al grado de general de brigada. Fue también jefe de la 5.ª Región Militar.
Al ascender José Figueroa Alcorta a la presidencia de la Nación por fallecimiento de Quintana, en marzo de 1906, nombró a Aguirre ministro de Guerra de la Nación. Su gestión estuvo orientada a la modernización del Ejército y a la preparación profesional de los militares.
Renunció al cargo en marzo de 1910, siendo sucedido por el general Eduardo Racedo. En agosto de ese año fue ascendido al grado de general de división y realizó un nuevo viaje de estudios a Europa. Presidió el acto de inauguración del monumento al Ejército de los Andes en el Cerro de la Gloria, en las afueras de Mendoza.
En 1914 fue elegido diputado nacional por el partido oficialista, y fue autor de varias iniciativas de ley relacionadas con la organización militar; entre estas se destaca la creación del Cuerpo Jurídico Militar, la Escuela de Suboficiales del Ejército y el Cuerpo de Administración del Ejército. Fue también convencional constituyente de la provincia de Mendoza, en el año 1916.
Posteriormente fue ascendido al grado de teniente general, pero no ocupó cargos de importancia durante las presidencias de Yrigoyen y Alvear; pasó a retiro efectivo en 1927, y fue posteriormente vocal del Consejo Superior de Guerra y Marina, del que llegó a ser el presidente.
Falleció en la ciudad de Buenos Aires en 1931.